# Дом путешественника Арсеньева
Дом путешественника Арсеньева — мемориальный дом-музей В. К. Арсеньева во Владивостоке — последняя квартира, где с 1928 по 1930 год жил и впоследствии умер Владимир Клавдиевич Арсеньев — выдающийся русский писатель, краевед, путешественник-исследователь, внёсший значительный вклад в развитие Дальнего Востока. 
Построен в 1901 году капитаном И. Л. Якубовским. Автор проекта неизвестен. 
Историческое здание по адресу улица Арсеньева, 7-Б является объектом культурного наследия Российской Федерации — памятником истории и архитектуры.

## История

### Дореволюционное время
Здание было построено в начале XX века на земельном участке № 128, который его владелец М. К. Фёдоров продал по частям в 1894 году. Из архивных материалов следует, что 24 февраля 1894 года инженер-механик Михаил Кузьмич Фёдоров продал земельный участок по частям потомственному почётному гражданину Андрею Фёдоровичу Жукову и инженеру надворному советнику Николаю Фёдоровичу Селецкому. Так как участок был разделён на две половины, с того времени он стал обозначаться: № 128-а (Жукова) и № 128-б (Селецкого) и в таком виде был нанесён на «План существующего и проектированного расположения областного города Владивостока Приморской области 1910 года».      
Ранее предполагалось, что Дом Арсеньева выстроил А. Ф. Жуков. Вероятно, путаница произошла из-за того, что в дореволюционных справочниках номер домовладения Жукова совпадал с тем, что сейчас у дома-музея. В действительности дом находился на участке 128-б и его дореволюционный адрес — улица Фёдоровская, 7. Домовладение Жукова, перешедшее 26 февраля 1920 года по дарственной от А. Ф. Жукова к его сыну Александру Андреевичу имело адрес: улица Фёдоровская, 9. 
Инженер путей сообщения, заведующий механической частью Управления по сооружению Уссурийской железной дороги Н. Ф. Селецкий недолго был владельцем участка № 128-б. В 1897 году, когда окончилось строительство железной дороги, новым собственником этого участка стала жена владивостокского мещанина И. И. Доброхотова. При ней на участке было выстроено несколько одноэтажных деревянных построек. В 1901 году участок был продан капитану Измаилу Леонардовичу Якубовскому, в 1900—1903 годах руководившему постройкой береговых артиллерийских батарей «Амурского фронта» Владивостокской крепости: Безымянной, Сапёрной, Иннокентьевской, новой Куперовской, Токаревской мортирной и Токаревской нижней. 
В 1901 году Якубовский выстроил новый кирпичный жилой дом, расположенный сегодня по адресу улица Арсеньева, 7-б. Предполагается, что проект дома выполнил сам владелец, профессиональный специалист-строитель.        

### Советское время

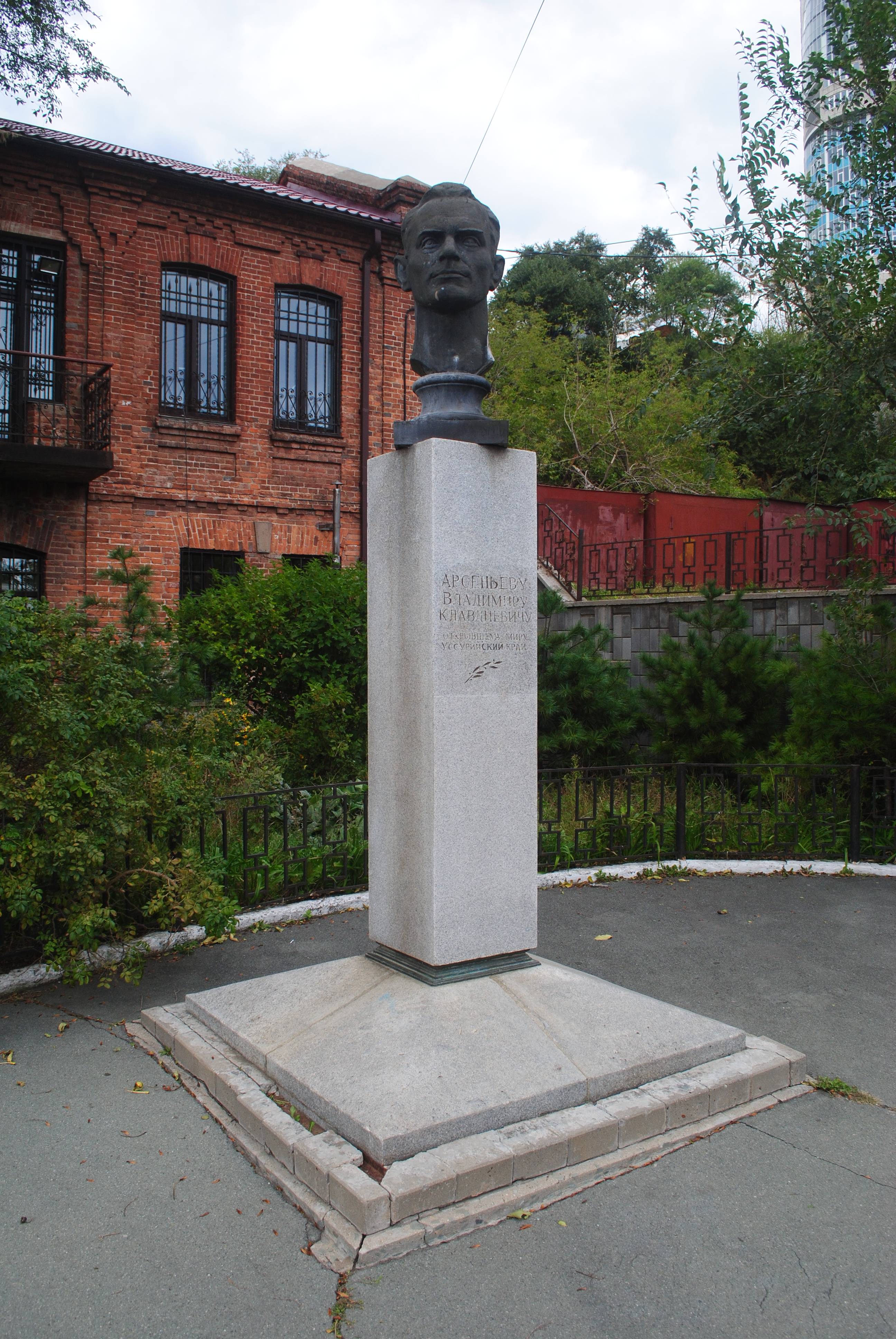
Бюст Арсеньева рядом с домом-музеем.

Судьба Якубовского в советское время неизвестна. После 1922 года он не значился владивостокским домовладельцем. Вероятно, эвакуировался за границу на эскадре адмирала Георгия Карловича Старка в октябре 1922 года. Дома Якубовского поступили в ведение отдела коммунального хозяйства (Комхоза), а в 1930-х годах переданы заводу «Металлист».
С 1928 по 1930 год в здании проживал Владимир Клавдиевич Арсеньев — писатель, путешественник, известный исследователь Дальнего Востока, учёный, педагог, внёсший большой вклад в изучение географии, этнографии и природных ресурсов Дальнего Востока. Семья Арсеньевых проживала в квартире № 4, занимая весь второй этаж дома. Владимир Клавдиевич и его жена Маргарита Николаевна, сотрудница Дальневосточного геологического комитета, вселились в квартиру благодаря дружбе с начальником Дальгеолкома Виктором Полевым, который в то время проживал в квартире № 4. Получив назначение в Москву, Полевой решил оставить квартиру Арсеньевым. По предложению Полевого, Арсеньевы написали заявление в жилищную комиссию и спустя некоторое время получили разрешение на заселение.       
4 сентября 1945 года решением № 818 Исполнительного Комитета Приморского Краевого Совета депутатов трудящихся «Об увековечении памяти исследователя Советского Дальнего Востока В. К. Арсеньева» было решено установить на здании мемориальную доску в честь исследователя. Тогда же улица, на которой располагается дом, получила имя Арсеньева.
В 1978 году руководство музея имени В. К. Арсеньева выступило с инициативой о создании филиала музея, посвященного Арсеньеву: «Приморский краевой краеведческий музей им. В.К. Арсеньева. 8 июня 1978 года. В городскую комиссию по наименованию и переименованию улиц, площадей и других составных частей города… Решением горисполкома № 850 от 16 сентября 1976 года дом, в котором жил известный путешественник и исследователь Дальнего Востока Владимир Клавдиевич Арсеньев (ул. Арсеньева, 7б) взят под государственную охрану, имеется мемориальная доска. Приморский краевой краеведческий музей им. В.К. Арсеньева просит рассмотреть вопрос о передаче здания по ул. Арсеньева, 7б на баланс краевого музея для открытия мемориальной квартиры В.К. Арсеньева. В доме в настоящее время проживает 6 семей. Директор музея М. Кулеш».
Решением Владивостокского горисполкома № 821 от 17 августа 1978 года «Об открытии мемориального Дома-музея В. К. Арсеньева», здание передавалось на баланс музея, за чей счёт предполагалось осуществить финансирование проектных, а также ремонтных работ в 1890 году, а также благоустройство территории. Отделу распределения жилья горисполкома предписывалось расселить дом. 29 ноября 1978 года Владивостокский горисполком принял решение № 1081 «О разрешении Управлению культуры Приморского крайисполкома капитального ремонта и реконструкции здания по улице Арсеньева, 7-б». Тем не менее, планы так и остались на бумаге, а жильцы не были расселены.
Уже в 1985 году горисполком принял решение № 579 от 19 сентября «О реконструкции дома № 7б по улице Арсеньева под дом-музей В. К. Арсеньева». Работы предполагалось проводить силами Владивостокского ремонтно-строительного треста, за счёт Производственного жилищно-эксплуатационного управления № 1. Окончательно здание стало домом-музеем Арсеньева в 1988 году. За год до этого, решением Приморского крайисполкома № 125 от 27 февраля 1987 года дом был включён в список памятников местного краевого значения.

### Современный период
Первый капитальный ремонт здания был осуществлён только в 1997 году, с помощью и на средства коммерческой фирмы «Гамма-Лимитед». Воссоздание интерьеров квартиры Арсеньева проводили, используя различные источники, из которых основными являлись воспоминания и письма племянницы Маргариты Николаевны Арсеньевой. По её воспоминаниям была воссоздана обстановка гостиной, рабочего кабинета Владимира Арсеньева. Спальню и детскую комнату воссоздавать не стали. На их месте, после сноса перегородки, была организована экспедиционная комната — специальный зал для представления дела жизни Арсеньева. Экспедиционная комната проработала 20 лет — до 2017 года, когда музей закрылся на ремонт, а комната была демонтирована, так как морально и физически устарела.        

## Архитектура

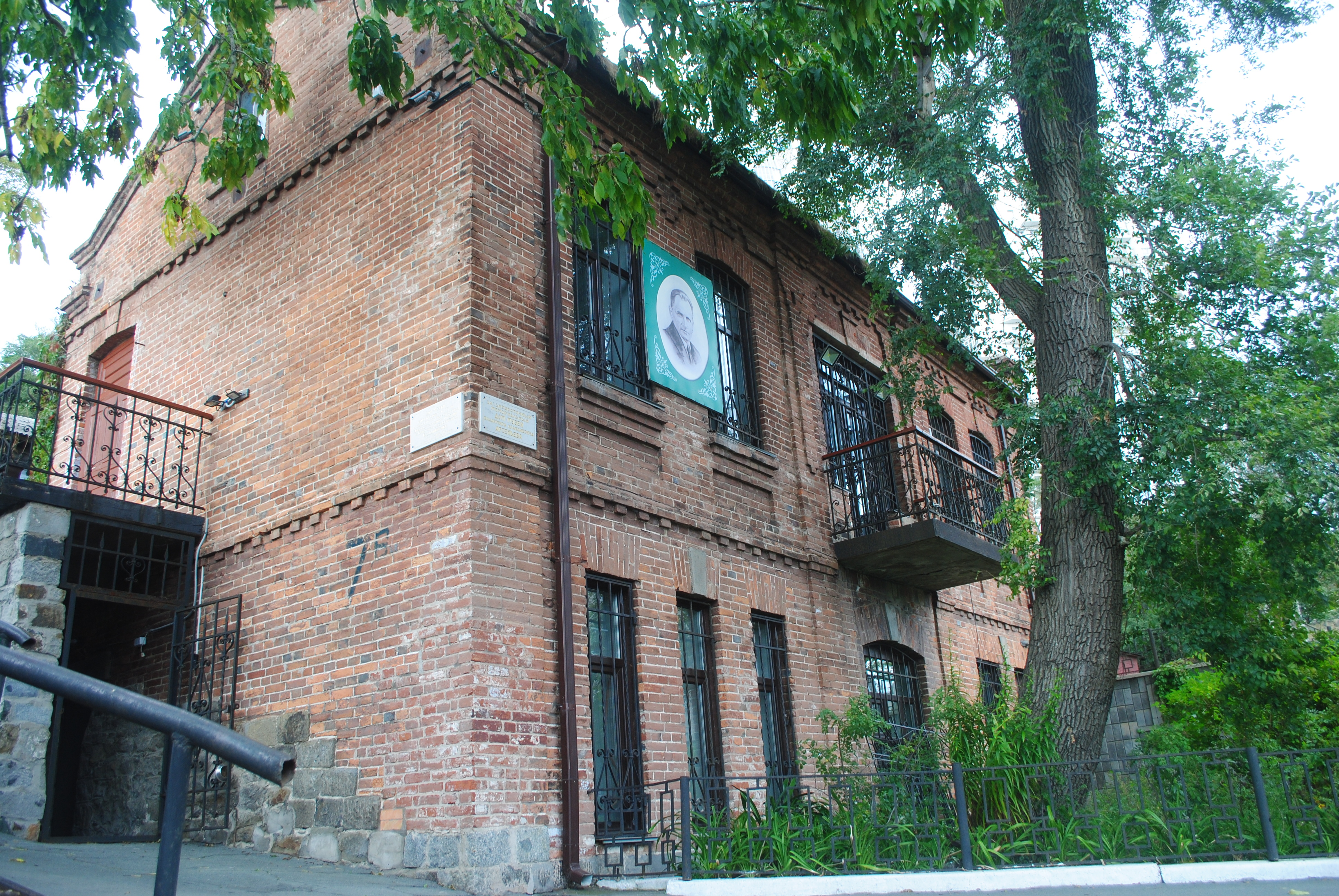
Фасад с балконом.

Дом двухэтажный кирпичный, прямоугольный в плане. Небольших размеров — 12,7 х 7,5 м. Расположен на склоне Тигровой сопки, в глубине квартала между улицами Арсеньева и Красноармейским переулком. Фасад здания не оштукатурен и имеет не сложный декор из напусков рядов кирпича в виде поясков, пилястр, карниза.
Главный фасада в уровне второго этажа решён симметрично. В уровне второго этажа по центру фасада устроен прямоугольный балкон, ограждённый металлической декоративной решёткой. Окна первого этажа по правую и левую стороны от оси симметрии завершаются клинчатыми перемычками, а центральное — лучковой. Окна второго этажа — лучковыми с выступающими замковыми камнями из кирпича. 
На дворовом фасаде в уровне первого этажа слева от оси симметрии расположены три узких окна. Центральное окно из этой группы украшено замковым камнем. С правой стороны находятся два более широких окна, в простенке между ними установлен замковый камень. Торцовые стены завершаются фронтонами. Кровля двухскатная. Каменный цоколь практически скрыт наросшим культурным слоем. С запада и севера к фасадам примыкают подпорные стены террасы. Во время реставрации 1990-х годов к северо-западному фасаду была сделана одноэтажная пристройка, а фальцевая металлическая кровля заменена на металлочерепицу.    

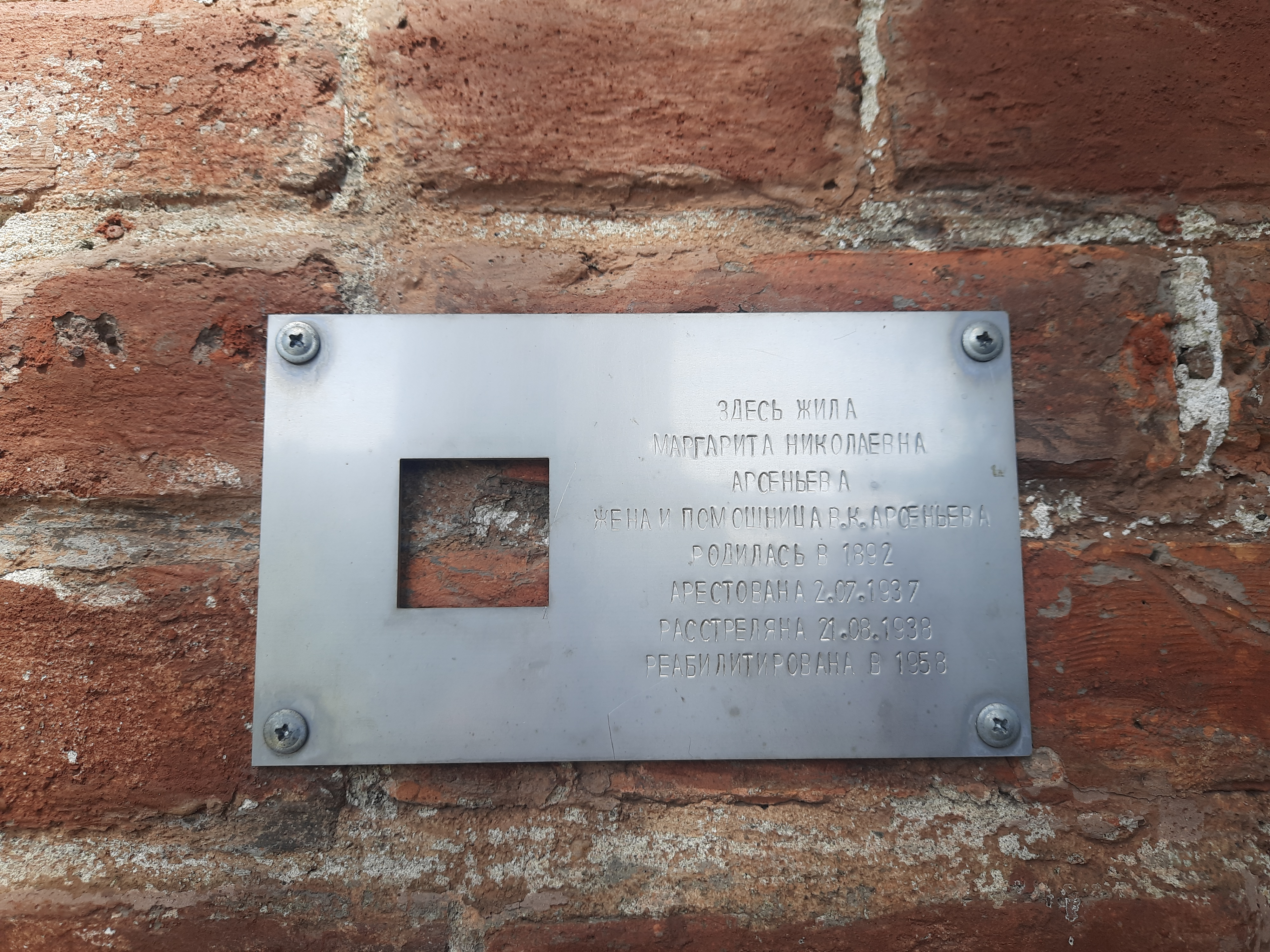
Табличка проекта "Последний адрес" с именем Маргариты Николаевны Арсеньевой

30 октября 2023 г. в День памяти жертв политических репрессий на фасаде дома была установлена памятная табличка проекта "Последний адрес", посвящённая Маргарите Николаевне Арсеньевой, второй жене В. К. Арсеньева, репрессированной в 1938 г. Табличка с именем Маргариты Николаевны стала первой во Владивостоке .    

## Экспозиции музея
Расположение комнат в квартире сохранилось таким, каким оно было при жизни Владимира Клавдиевича: кабинет, гостиная, маленькая спальня и детская. В кабинете и гостиной мебель и предметы быта расставлены так, как это было при жизни путешественника, а вместо спальни и детской — экспозиционный зал. В экспозиции полностью восстановлен интерьер: подлинные предметы — письменный стол, книжный шкаф, кресло-качалка, глобус, пишущая машинка, фотографии и документы, издания книг Арсеньева. Представлены материалы об Арсеньеве как об общественном деятеле и писателе с мировым именем. В гостиной восстановлены интерьеры конца 20-х годов XX века, характерные для интеллигенции того периода. В экспозиции собраны подлинные вещи — семейный стол, венские стулья, посуда, самовар на специальном столике, виктрола. Представлена информация о родителях Арсеньева и его родственниках. Особый раздел занимает экспозиция о трагической судьбе его жены Маргариты Николаевны и дочери Натальи в период репрессий 1930-х годов.                 